# Termas do Gerês

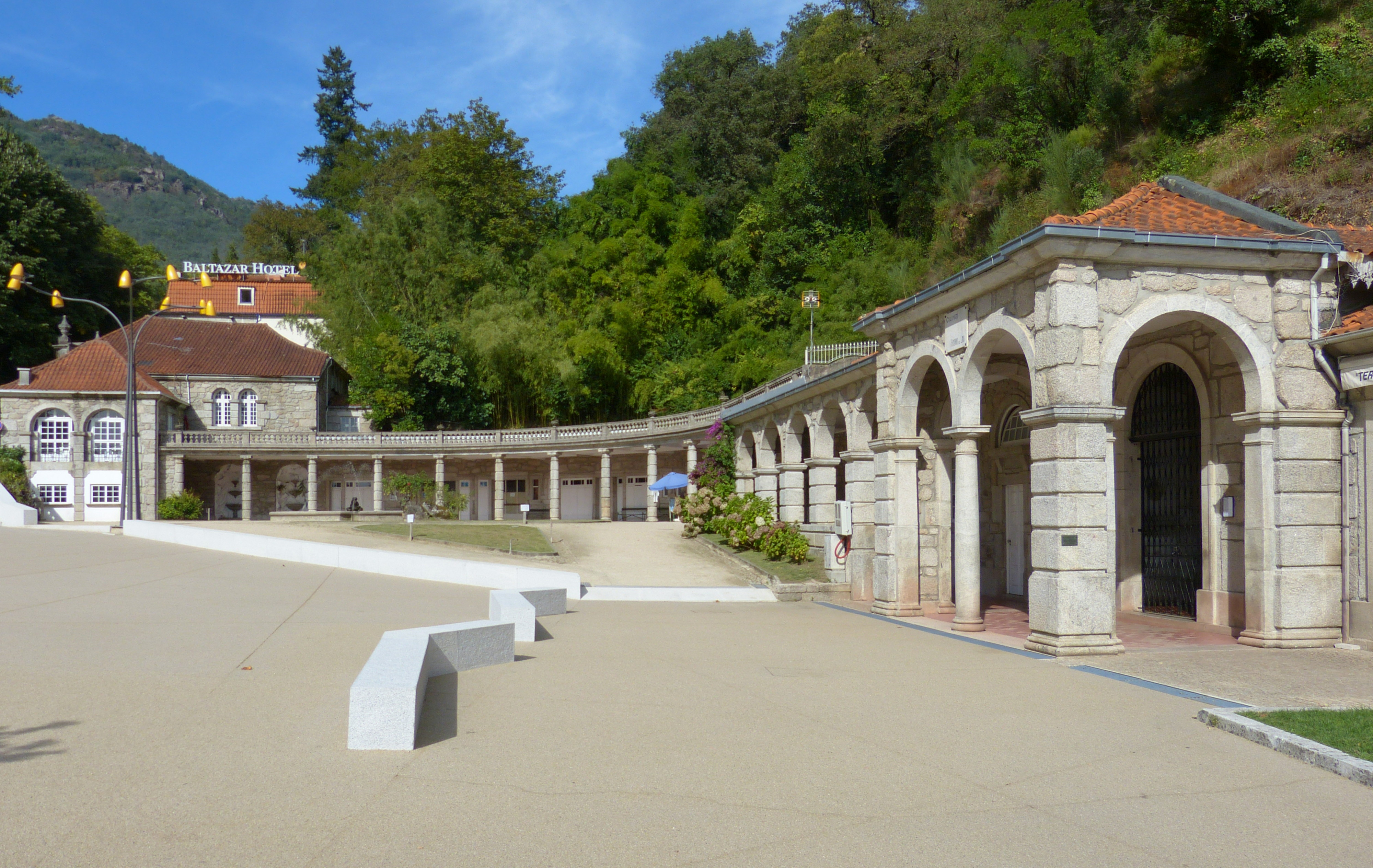
Colunata da termas

As Termas do Gerês são uma estância termal situada na vila homónima de Termas do Gerês, na Freguesia de Vilar da Veiga, no Município de Terras de Bouro.
As Termas do Gerês ocupam, actualmente, um dos lugares cimeiros na escala de frequência das Estâncias Termais portuguesas, graças aos investimentos significativos que tem vindo a efectuar, criando novas valências, de onde se destaca o SPA TERMAL, com uma moderna piscina aquecida, ginásio, massagens e programas de estética termal.
Na atualidade, as Termas do Gerês são especialmente recomendadas para tratamento do fígado, vesícula, obesidade, diabetes, hipertensão arterial e reumatismos crónicos.
Para além da cura termal tradicional são proporcionados programas específicos de bem-estar termal, relaxamento, manutenção, reeducação dietética, emagrecimento e anti-stress, devidamente acompanhados por profissionais especializados.